# Warodia gregoryi
Warodia gregoryi är en insektsart som beskrevs av Irena Dworakowska 1982. Warodia gregoryi ingår i släktet Warodia och familjen dvärgstritar. Inga underarter finns listade i Catalogue of Life.